# Collectif Roosevelt
Le Collectif Roosevelt est un collectif de gauche français, structuré autour d'une association loi de 1901 et de groupes locaux.
Le Collectif s’inspire de la démarche volontariste et interventionniste de l'ancien président américain Franklin Delano Roosevelt pour sortir de la crise de 1929, le « New Deal ». Il agit selon deux modalités principales : d'une part, en promouvant « quinze propositions de réformes économiques et sociales » auprès des parlementaires, des partenaires sociaux et des gouvernements, d’autre part, en animant des groupes locaux qui organisent formations, débats et conférences, dans l'esprit de l'Éducation populaire.
Le Collectif Roosevelt se dissout lors d'une assemblée générale extraordinaire le 17 novembre 2018.

## Historique
Le Collectif Roosevelt est fondé en 2012 par des personnalités politiques et intellectuelles telles que Stéphane Hessel, Susan George, Pierre Larrouturou, Edgar Morin, Cynthia Fleury, Roland Gori, Dominique Méda, Michel Rocard, Patrick Viveret, Bruno Gaccio, Patrick Pelloux, Claude Alphandéry ou Curtis Roosevelt (petit-fils de Franklin Delano Roosevelt). Il est également le point de rencontre de réseaux qui partagent ses idées et d'ONG (Fondation Danielle Mitterrand, Fondation Abbé Pierre...).
L'objectif initial du Collectif Roosevelt était de pousser François Hollande à agir rapidement, dès la sortie des élections présidentielles de 2012.
Présent uniquement en France jusqu'en novembre 2012, le mouvement cherche ensuite à s'implanter en Belgique. Il existe aujourd'hui une antenne indépendante du Collectif Roosevelt en Belgique ainsi qu'au Portugal.
Le 1er mai 2013, 100 000 personnes avaient signé le manifeste Roosevelt 2012. En 2016, ils sont plus de 115 000 signataires.
En 2013, la campagne nationale du Collectif Roosevelt s'est principalement axée sur la régulation des banques et de la finance.
Fin 2013, certains fondateurs et membres du Collectif Roosevelt, souhaitant changer de stratégie, quittent le mouvement pour fonder avec d'autres le parti Nouvelle Donne, autour de Pierre Larrouturou. Ils souhaitent ainsi pouvoir présenter les propositions du manifeste devant les électeurs. Le Collectif, tout en se réjouissant qu'un parti politique décide de reprendre ses propositions, a décidé de conserver son statut de mouvement citoyen non-partisan. Ce positionnement lui permet de constituer de nombreux partenariats et alliances (Collectif de la transition citoyenne, Finance Watch, Alternatives économiques…).
La campagne nationale de 2014-2015 s'est quant à elle intéressée au réchauffement climatique, tout en y intégrant les enjeux économiques, sociaux et sociétaux. Cette campagne avait pour slogan : « Climat, emploi, social : les penser ensemble, c'est vital ! »[réf. nécessaire].
Pour l'année 2016-2017, le Collectif Roosevelt travaille sur la question du temps de travail. Un livre et plusieurs actions de sensibilisation sont prévus afin de proposer des pistes de réflexion pour mettre un terme au chômage de masse[réf. nécessaire].

## Objectifs et propositions
Cette section ne s'appuie pas, ou pas assez, sur des sources secondaires ou tertiaires indépendantes du sujet.

Pour l'améliorer, ajoutez-en, ou placez des modèles {{Source secondaire souhaitée}} ou {{Source secondaire nécessaire}} sur les passages mal sourcés. (août 2024)
Les 15 propositions ont pour objectif d'éviter un effondrement de l'économie, élaborer une nouvelle société, lutter contre le chômage endémique et créer une Europe démocratique. Elles sont classées en trois grandes catégories : Finance et Économie / Démocratie Europe / Un autre modèle de développement social et écologique.

### Finance et Économie
- Diminuer fortement les taux d'intérêt sur la dette des États, via des prêts de la Banque centrale européenne aux organismes publics de crédit et aux organisations internationales (article 21.3 et 23 du statut du système européen des banques centrales).
- Créer un impôt européen sur les bénéfices des entreprises, la moyenne européenne étant de 25 % contre 40 % pour les États-Unis, ce qui permettrait de redonner plus de puissance financière.
- Annuler les baisses d'impôts accordées aux entreprises et aux plus hauts revenus en France au cours des dix dernières années, ce qui permettrait de revenir à un budget national bénéficiaire.[réf. nécessaire]
- Lutter contre les paradis fiscaux qui font perdre à chaque État membre de l'Union Européenne de 1 % à 1,5 % du PIB en utilisant la pression des commandes publiques.
- Créer une taxe sur les transactions financières afin que les marchés financiers contribuent au Fonds européen de stabilité financière.
- Interdire la spéculation des banques avec l'épargne privée en séparant les banques de dépôts et les banques d'affaires.

### Démocratie Europe
- Faire éclore la démocratie en Europe en changeant radicalement les institutions.
- Négocier un traité de l'Europe sociale qui évitera les délocalisations et le dumping intra-européen.

### Un autre modèle de développement social et écologique
- Créer des emplois dans le secteur du bâtiment et réduire les loyers avec une politique du logement ambitieuse.
- Combattre le réchauffement climatique en investissant dans les économies d'énergie, notamment par l'isolation des bâtiments qui est également une source d'emploi.
- Développer une économie sociale et solidaire plus respectueuse de l'environnement et des personnes.
- Partager le temps de travail et les revenus entre les suractifs et les précaires.
- Sécuriser les précaires en prolongeant l'indemnisation des chômeurs et en améliorant leur accompagnement et leur accès à la formation.
- Limiter le plus possible les licenciements avec le mécanisme de Kurzarbeit (Allemagne).
- Combattre les délocalisations en instituant des normes sociales et environnementales dans le commerce mondial.

## Publications
Depuis plusieurs années, le Collectif Roosevelt s'est associé avec les Éditions de l'atelier afin d'éditer de petits livres thématiques reprenant les propositions du manifeste. De leur collaboration sont parus quatre ouvrages : 
- Stop à la dérive des banques et de la finance, 2014
- Stop au dérèglement climatique, 2015
- Stop au mirage de la croissance, 2015
- Stop au chômage et à la régression sociale, 2016

## Dissolution de l'association le 17 novembre 2018
La mobilisation citoyenne est devenue difficile et les moyens financiers ne permettaient plus de continuer l'activité de l'association. 
La dissolution est enregistrée le 2 janvier 2021.